# 조갑상
조갑상(1949년 10월 24일 ~ )은 대한민국의 소설가이다. 그는 엄격히 짜여진 구조와 건조한 문체로 소시민의 일상적 삶과 그 삶에 깃들인 허무의식 혹은 존재론적 고독을 그려내는 작가로 알려져 있다. 그와 더불어 6.25전쟁 당시 국민보도연맹과 관련한 민간인 학살을 지속적으로 소설화하며 비극적인 분단 한국사의 핵심을 파고들어 역사적 진실과 개인의 내면을 생생하게 되살렸다는 평가를 받는다.

## 생애
- 1949년 : 10월 24일 경상남도 의령 출생.
- 해동고등학교 졸업
- 중앙대학교 문예창작과 졸업
- 1980년 : 『동아일보』 신춘문예에 「혼자웃기」 당선. 동아대학교 국어국문학과 석사 졸업. 석사 학위논문은 「최서해 작품론」.
- 1990년 : 소설집 『다시 시작하는 끝』 발간.
- 1992년 : 동아대학교 국어국문학과 박사 졸업. 박사 학위논문은 「김정한 소설 연구」.
- 1997년 : 제2회 부산소설문학상 수상.
- 1998년 : 소설집 『길에서 형님을 잃다』 발간. 연구서 『소설로 읽는 부산』 발간.
- 2000년 : 연구서 『한국소설에 나타난 부산의 의미』 발간.
- 2003년 : 장편소설 『누구나 평행선 너머의 사랑을 꿈꾼다』 발간.
- 2004년 : 제20회 요산문학상 수상.
- 2006년 : 산문집 『이야기를 걷다 : 소설 속을 걸어 부산을 보다』 발간
- 2009년 : 소설집 『테하차피의 달』 발간.
- 2010년 : 제53회 부산시 문화상 문학부문 수상.
- 2011년 : 향파문학상 수상.
- 2012년 : 장편소설 『밤의 눈』 발간.
- 2013년 : 제28회 만해문학상 수상(수상작 : 『밤의 눈』).
- 2017년 : 소설집 『병산읍지 편찬약사』 발간.
- 경성대학교 국어국문학과 교수 재직.

## 작품세계
조갑상은 엄격히 짜여진 구조와 건조한 문체로 소시민의 일상적 삶과 그 삶에 깃들인 허무의식 혹은 존재론적 고독을 그려내는 작가로 알려져 있다. 그와 더불어 6.25전쟁 당시 국민보도연맹과 관련한 민간인 학살을 다룬 소설 『밤의 눈』을 통해 비극적인 분단 한국사의 핵심을 파고들어 역사적 진실과 개인의 내면을 생생하게 되살렸다는 평가를 받는다.
1980년 『동아일보』 신춘문예에 「혼자웃기」가 당선되어 등단했다. 교통사고로 죽은 아내의 불륜을 알게 된 남자의 뒤틀린 심사를 그려낸 「불안한 조깅」(1998)으로 부산소설문학상을 수상하였다. 소설집으로 사회적 모순이 야기한 부당한 측면들을 어리석은 인물들이 겪는 재수 없는 날의 이야기라는 틀을 빌려 풍자적으로 형상화한 『다시 시작하는 끝』(1990), 지나간 시간‧빗나간 사랑‧중산층의 공허감을 주제로 한 『길에서 형님을 잃다』(1999), 미국 모하비 사막을 배경으로 한 『테하차피의 달』(2009) 등이 있다. 이 외에도 근‧현대사의 굴곡진 역사를 담고 있는 부산이라는 지역을 소설을 통해 탐구한 평론집 『소설로 읽는 부산 : ‘혈의 루’에서 ‘모래톱 이야기’까지』(1998)를 간행한 바 있다.
그의 장편 소설 『밤의 눈』은 6.25전쟁 당시 가상의 공간 대진읍을 배경으로 국민보도연맹과 관련한 민간인 학살을 다룬 소설이다. 보도연맹은 해방 이후 좌익 쪽에서 활동한 사람들을 전향시키기 위해 1948년에 만들어진 교화 단체로, 이승만 정권 아래 좌익과는 무관한 사람들까지 가입시키며 30만명 규모로까지 확대되었다. 1950년 한국전쟁이 발발하자 이른바 ‘빨갱이’를 색출하기 위한 예비 검속이라는 이름 아래 군경이 비무장 민간인들을 포함, 보도연맹에 가입된 사람들을 대대적으로 학살한 일을 ‘보도연맹 사건’이라고 한다. 사건 발생 이후에도 계속된 좌우대립과 군부정권의 사건 축소, 은폐 작업으로 피해자가 빨갱이, 사상범으로 낙인찍혔으며 피해자에 대한 보상이나 진상규명이 제대로 이루어지지 않았던 현대사의 대표적인 비극이라고 할 수 있다. 작가 스스로 “애도 불가능한 죽음”이라고 명명한 보도연맹 사건은 소설가 조갑상에게 가장 중요한 테마 중 하나이다. 이 소설은 한국의 근현대사에 대한 둔중한 인식을 바탕으로 어둠과 침묵 속의 두려움, 슬픔, 공포를 건져올리며 또한 그 속에서 사람들이 어떻게 말을 잃거나 기억을 강제로 저지당했는지를 보여준다. 아우슈비츠에서 살아남은 프레모 레비가 자전적 소설을 통해 자신의 경험을 이야기하였다면 작가 조갑상은 처형의 현장에서 살아남은 '한용범'을 통해 망각되어가는 현실을 이 소설로 재구성하였다.
탄탄한 구조 안에 존재론적 고독과 둔중한 근현대사를 주로 담아온 작가는 소설집 『병산읍지 편찬약사』(2017)에서도 역사 속의 개인을 집요하게 조명하며 묵묵히 시대를 증명하는 작품들을 선보인다. 오랜 시간 천착해온 소재인 ‘보도연맹 사건’을 둘러싼 인물들을 포함하여, 과거와 화해하지 못하는 자리에서 이어지는 삶을 집요하게 추적한다. “역사가 승인하지 않는 삶”을 예민하게 포착하는 조갑상의 소설은 과거로부터 파생된 현재에 우리가 기억해야 할 얼굴과 목소리를 짚어낸다. 그는 과거와 현재 그리고 미래에 대해 속단하지 않고, 어딘가에 반드시 존재하는 삶을 겹겹으로 신중하게 조명하는 것으로 역사에 대한 책임을 다한다.

## 참고자료
「조갑상」, 『한국현대문학대사전』